# 博古舒夫-戈爾采
博古舒夫-戈爾采是波蘭的城鎮，位於該國西南部，距離首府弗罗茨瓦夫72公里，由下西里西亞省負責管轄，面積27.02平方公里，最高點海拔高度750米，2006年人口16,687。
50°46′N 16°12′E / 50.767°N 16.200°E